# Portrait de Michel Marulle
Le portrait de Michel Marulle est une peinture a tempera du peintre florentin Sandro Botticelli réalisée entre 1494 et 1497 et actuellement conservée à la collection Guardans Cambó, à Barcelone,.

## Description
Cette œuvre est considérée comme un portrait du poète et aventurier grec, Michel Marulle. Initialement réalisée en tant que peinture à tempera sur bois, l'œuvre a été postérieurement transférée sur toile.
Le modèle est représenté en buste et présenté de trois-quarts orienté à gauche, il est vêtu de manière uniforme et austère ; nous sont présentés un drapé noir dont la couleur est similaire à celle du bonnet du modèle, cernant ainsi le visage du personnage de teintes sombres, dont les cheveux réalisent comme une continuité entre le vêtement et son couvre-chef. Le modèle, cerné dans ce tout sombre, est précisément mis en valeur par cet aspect, les teintes foncées resurgissant alors sur le mur beige qui nous renvoie vivement la figure du personnage.

## Analyse

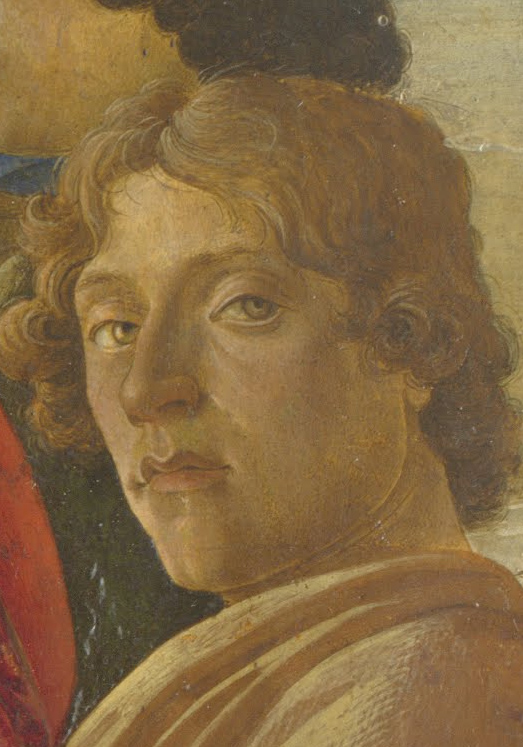
Autoportrait de L'Adoration des mages.

L'historien de l'art Frank Zöllner  y voit un autoportrait du peintre en le comparant à celui de L'Adoration des mages.
Le tableau sortit également de sa collection privée pour être exposé en 2004 au musée du Prado.